# Małgorzata Wołujewicz
Małgorzata Wołujewicz, coniugata Czerlonko (Koszalin, 11 dicembre 1963), è un'ex cestista polacca.
È sorella di Bożena Wołujewicz e madre di Wojciech Czerlonko, anch'essi cestisti.

## Carriera
Con la Polonia ha disputato due edizioni dei Campionati mondiali (1983, 1994) e quattro dei Campionati europei (1985, 1987, 1991, 1993).